# Benedito Aguiar
Benedito Guimarães Aguiar Neto é um engenheiro eletricista brasileiro e ex-reitor da Universidade Presbiteriana Mackenzie. Em janeiro de 2020 foi nomeado presidente da Capes, sucedendo a Anderson Ribeiro Correia.
Neto defende uma pseudociência chamada design inteligente como "contraponto" à teoria da evolução e também a discussão do criacionismo no ensino básico.

## Formação
Neto é engenheiro eletricista (1977) e mestre em engenharia (1982) pela Universidade Federal da Paraíba (UFPB). Cursou o doutorado (1987) na Technische Universität Berlin, na Alemanha e o pós-doutorado (2008) na University of Washington, nos Estados Unidos.

## Carreira
Benedito foi reitor da Universidade Presbiteriana Mackenzie (2011-2020) e em janeiro de 2020, durante o governo Jair Bolsonaro, foi nomeado presidente da Coordenação de Aperfeiçoamento de Pessoal de Nível Superior.

## Criacionismo
Neto é criacionista e membro da Sociedade Brasileira Brasileira do Design Inteligente, que propaga uma estratégia política de cariz pseudocientífico conhecida como design inteligente. Ele propõe que o design inteligente seja discutido como "contraponto" à teoria da evolução.